# Maja Ajmia Yde Zellama
Maja Ajmia Yde Zellama (* 20. Jahrhundert) ist eine belgische Regisseurin, deren Debütspielfilm Têtes Brûlées auf der 75. Berlinale in der Sektion Generation 14 Plus Weltpremiere feierte.

## Leben und Karriere
Maja Ajmia Yde Zellama stammt aus Brüssel und ist dänisch-tunesischer Herkunft. Nach der Schule studierte sie an der flämischen LUCA School of Arts in Belgien Flim. Sie ist Mitbegründerin der dreisprachigen Casting-Agentur E19, die sich auf Straßen-Castings spezialisierte. Mit anderen jungen Frauen gründete sie in Brüssel das Kollektiv Beldarte, welches einen physischen und digitalen Raum für junge Menschen mit Migrationshintergrund durch Kunst und Kultur schaffen und Brücken zu Institutionen bauen möchte.
Ihr erster Spielfilm Têtes Brûlées, für den sie Regie führte und das Drehbuch schrieb, greift ein Thema auf, das sie vorher schon in einem Kurzfilm behandelt hatte. Es geht um die zwölfjährige Eya, die sich für Rap und Tanz begeistert sowie viel Zeit mit ihrem älteren Bruder und dessen Freunden verbringt. Plötzlich stirbt ihr Bruder aus ungeklärtem Grund und sie muss mit dem Verlust weiterleben. Die Regisseurin sagte über ihren Film: „It’s a film which shines a light on how loss is experienced in a Maghrebi community … and notably how the home in question is always open, how every member of the community does everything they can to alleviate the family’s pain.“ (Es ist ein Film, der hervorhebt, wie ein Verlust in einer maghrebinischen Gemeinschaft erlebt wird ... und vor allem, wie das betroffene Heim immer offen ist, wie jedes Mitglied der Gemeinschaft alles tut, um den Schmerz der Familie zu lindern.) Zur Produktion ihres Spielfilms entschied sich der Regisseur Nabil Ben Yadir, nachdem er den Kurzfilm gesehen hatte. Die meisten Rollen wurden an Laien vergeben, die über die Zellamas Casting-Agentur gefunden wurden. Têtes Brûlées feierte auf der 75. Berlinale Weltpremiere und erhielt eine lobende Erwähnung der internationalen Jury.
2023 erhielt Maja Ajmia Yde Zellama durch die von zehn europäischen öffentlichen Fonds unterstützte Initiative New Dawn eine finanzielle Unterstützung für diesen Film. Ziel dieser Initiative ist es, die Filmindustrie für mehr Vielfalt zu öffnen.
Maja Ajmia Yde Zellama spricht Flämisch und Französisch.

## Auszeichnungen
- 2025: Lobende Erwähnung der internationalen Jury für ihren Film  Têtes Brûlées in der Sektion Generation14 der 75. Internationalen Filmfestspiele Berlin

## Filmografie
- 2021: Okht Elmarhoum (Kurzfilm, Regie)
- 2023: Temps mort (Spielfilm, als Eva Eljami)
- 2025: Têtes Brûlées (Spielfilm, Regie, Drehbuch)